# (3303) Merta
(3303) Merta est un astéroïde de la ceinture principale.

## Description
(3303) Merta est un astéroïde de la ceinture principale. Il fut découvert le 30 octobre 1967 à Bergedorf par Luboš Kohoutek. Il présente une orbite caractérisée par un demi-grand axe de 2,90 UA, une excentricité de 0,07 et une inclinaison de 2,8° par rapport à l'écliptique.

## Compléments